# 瓦利杜索尔
瓦利杜索尔是巴西南大河州的一个市镇。总面积328.227平方公里，总人口10826人，人口密度33人/平方公里。